# Pavel I của Nga
Pavel I của Nga, còn được chép là Paul I (tiếng Nga: Па́вел I Петро́вич; Pavel Petrovich) (1 tháng 10 [lịch cũ 20 tháng 9] năm 1754 – 23 tháng 3 [lịch cũ 11 tháng 3] năm 1801) là Hoàng đế Nga từ năm 1796 đến năm 1801. Trong triều đại mình, Pavel đã bãi bỏ nhiều chính sách của tiên đế Ekaterina II. Tỷ như công cuộc canh tân lực lượng Quân đội Nga của Ekaterina II đã bị Pavel I xóa bỏ, thay vì đó ông huấn luyện ba quân theo mô hình Quân đội Phổ của vua Friedrich II Đại Đế. Ông còn tham gia liên minh chống Anh với Napoléon Bonaparte, gây tổn hại đến quyền lợi quý tộc Nga. Đây là giọt nước làm tràn ly: tháng 3 năm 1801 Pavel I bị Thái tử Aleksandr giết ngay trong cung điện.

## Tuổi thơ
Pavel I được sinh ra tại lâu đài của nữ hoàng Elizaveta tại kinh đô Sankt-Peterburg. Ông là con trai của Đại vương công Nga Pyotr Fyodorovich (cháu gọi Elizaveta bằng dì và cũng là người thừa kế ngai vàng của bà, về sau trở thành Hoàng đế Pyotr III) với Đại Công nương Ekaterina Alexeyevna (về sau trở thành nữ hoàng Ekaterina II). Trong hồi ký của mình, nữ hoàng Ekaterina II lại cho rằng Pavel không phải là con trai của bà với Pyotr III, mà là với người tình Sergei Saltykov. Những người ủng hộ Ekaterina II cho rằng Pyotr III là một người vô sinh, thậm chí ông ta không thể quan hệ tình dục với Ekaterina cho đến khi thực hiện một cuộc phẫu thuật chữa trị căn bệnh này. Mặc dù câu chuyện này phần nhiều được cái đối thủ chính trị của Pavel ủng hộ, nhằm mục đích tạo sự nghi ngờ về nguồn gốc kế vị chính thống của Pavel. Thật ra dung mạo của Pavel rất giống Pyotr III, vì vậy nhiều người vẫn tin rằng Pavel chính là con ruột của Pyotr.
Ngay từ lúc còn nằm nôi, Pavel đã bị tước đoạt khỏi tay mẹ mình bởi nữ hoàng Elizaveta - người đã vô tình làm hại đến sức khỏe của cậu bằng một lòng thương không đúng chỗ. Có những thông tin cho rằng Pavel là một đứa trẻ xấu xí từ lúc còn nhỏ, tuy nhiên cũng có những báo cáo cho rằng lúc nhỏ cậu rất đẹp trai và khỏe mạnh. Khuôn mặt xấu xí của Pavel những năm sau đó là hậu quả của một trận sốt Rickettsia vào năm 1771. Đồng thời cũng có những thông tin (ví dụ như ý kiến của John Hobart, Đại sứ Anh đề xuất vào năm 1764) cho rằng mẹ của Pavel, nữ hoàng Ekaterina II rất ghét cậu và bà đã cố gắng lắm để không giết cậu ngay từ lúc còn nhỏ, với nỗi sợ rằng Pavel sẽ ám hại mình để cướp ngôi. Tuy nhiên, những ý kiến khác lại cho rằng bản thân Ekaterina rất yêu thương trẻ con vì vậy bà hẳn phải đối xử tốt với con trai Pavel của mình. Thực chất Pavel đã được giao cho Nikita Ivanovich Panin - một cận thần tin cậy của Ekaterina - cùng với nhiều gia sư tài giỏi chăm sóc và dạy dỗ.

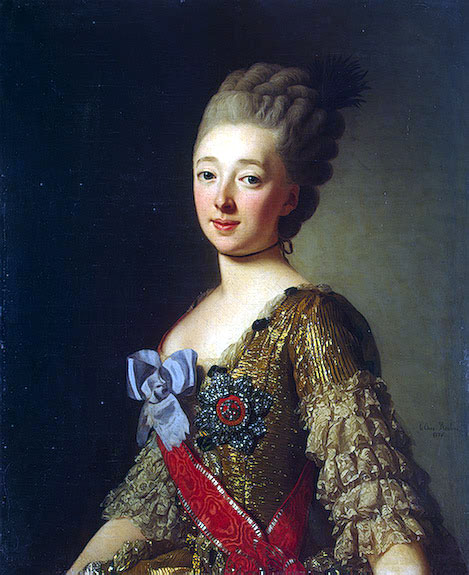
Vợ của Pavel I, Đại Công nương Nga Natalia Alexeyevna. Thực hiện bởi Alexander Roslin, trưng bày tại Bảo tàng Di sản

Tuy nhiên Ekaterina đã gặp nhiều rắc rối khi mai mối Pavel với Wilhelmina Louisa (sau đó nhận cái tên Nga là "Natatlia Alexeyevna"), con gái của lãnh chúa xứ Hess-Datmstadt Ludwig IX vào năm 1773, và cho phép Pavelctham gia triều chính để Pavel quen với công việc triều đình. Poroshin - gia sư của Pavel - thường xuyên phàn nàn rằng Pavel luôn tỏ ra vội vã và ăn nói, hành động thiếu suy nghĩ.

## Tuổi trẻ

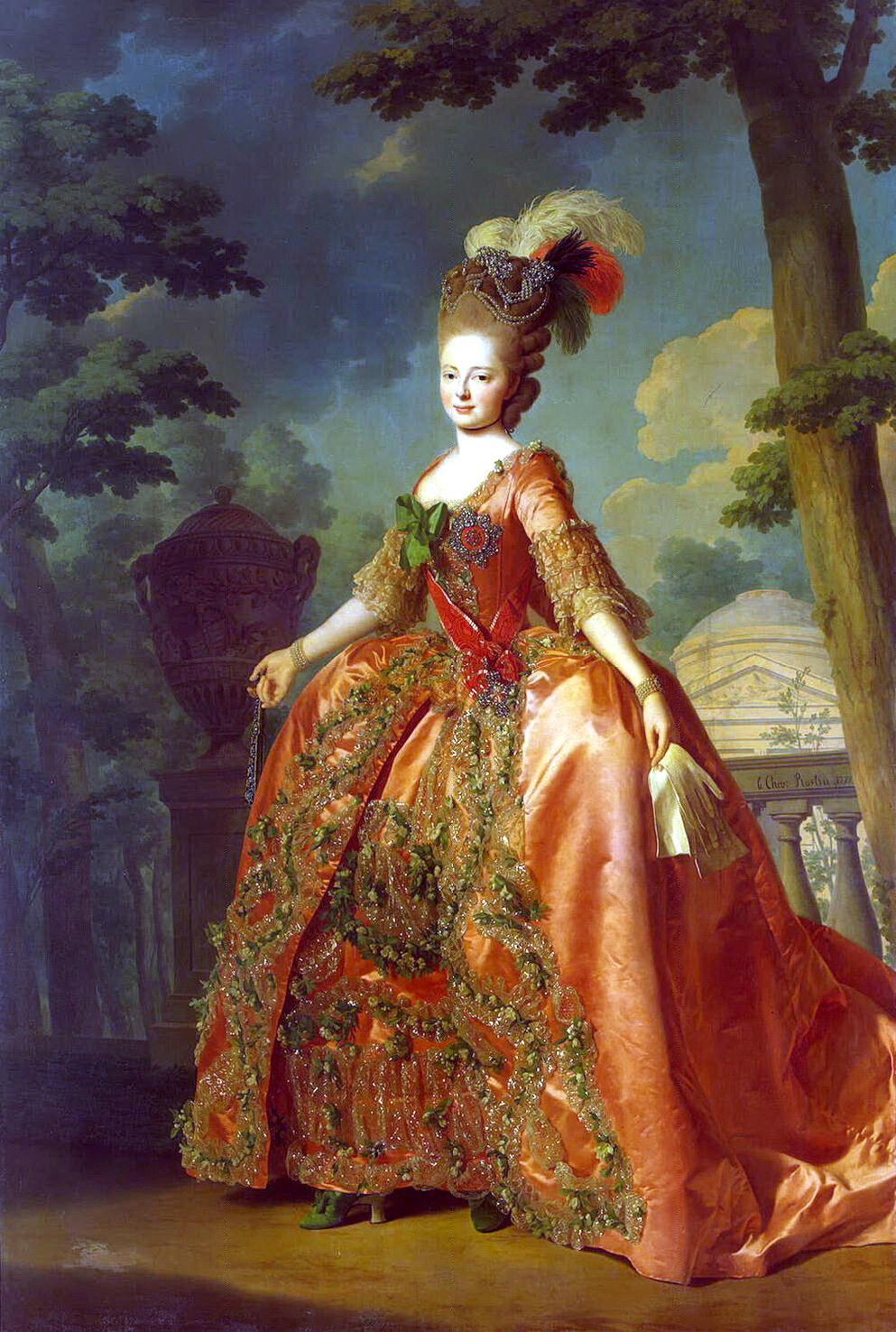
chân dung Sophie Dorothee xứ Württemberg, bởi Alexander Roslin

Sau khi người vợ đầu tiên của ông chết trong khi sinh, mẹ ông đã sắp đặt cho ông một đám cưới khác, tổ chức vào ngày 7 tháng 10 năm 1776, với Công nữ xinh đẹp Sophie Dorothee xứ Württemberg. Sau khi cưới, bà lấy tên mới là Maria Feodorovna. Sau đó, ông bắt đầu tham gia vào một số âm mưu. Ông tin rằng mình và mục tiêu của những mưu đồ ám sát. Ông còn nghi ngờ cả mẹ mình có ý định giết mình, và một lần ông đã công khai buộc tội bà đã làm cho thủy tinh vỡ lẫn vào trong thức ăn của ông.
Tuy mẹ của ông đã chuyển ông ra khỏi Triều đình Nga và giữ ông ở khoảng cách xa, những hành động của bà không thể được xem là không tử tế. Việc tên của ông được sử dụng bởi thủ lĩnh quân nổi dậy Yemyelyan Ivanovich Pugachyov, người giả làm vua cha Pyotr III của ông, đã làm cho tình thế của Pavel khó khăn hơn. Khi đứa con đầu tiên của ông ra đời vào năm 1777, Ekaterina II đã ban cho ông lãnh địa ở Pavlovsk. Pavel và vợ được phép đi du hành xuyên Tây Âu vào những năm 1781–1782. Năm 1783, Ekaterina II lại ban cho ông một lãnh địa khác ở Gatchina, ở đây ông được phép duy trì một lữ đoàn quân đội mà chính ông huấn luyện theo mô hình Phổ mà khi đó vẫn còn chưa trở nên phổ biến. Bản thân ông cũng vận quân phục của lực lượng Quân đội Phổ của vua Friedrich II Đại Đế (trị vì: 1740 - 1786).

## Lên ngôi

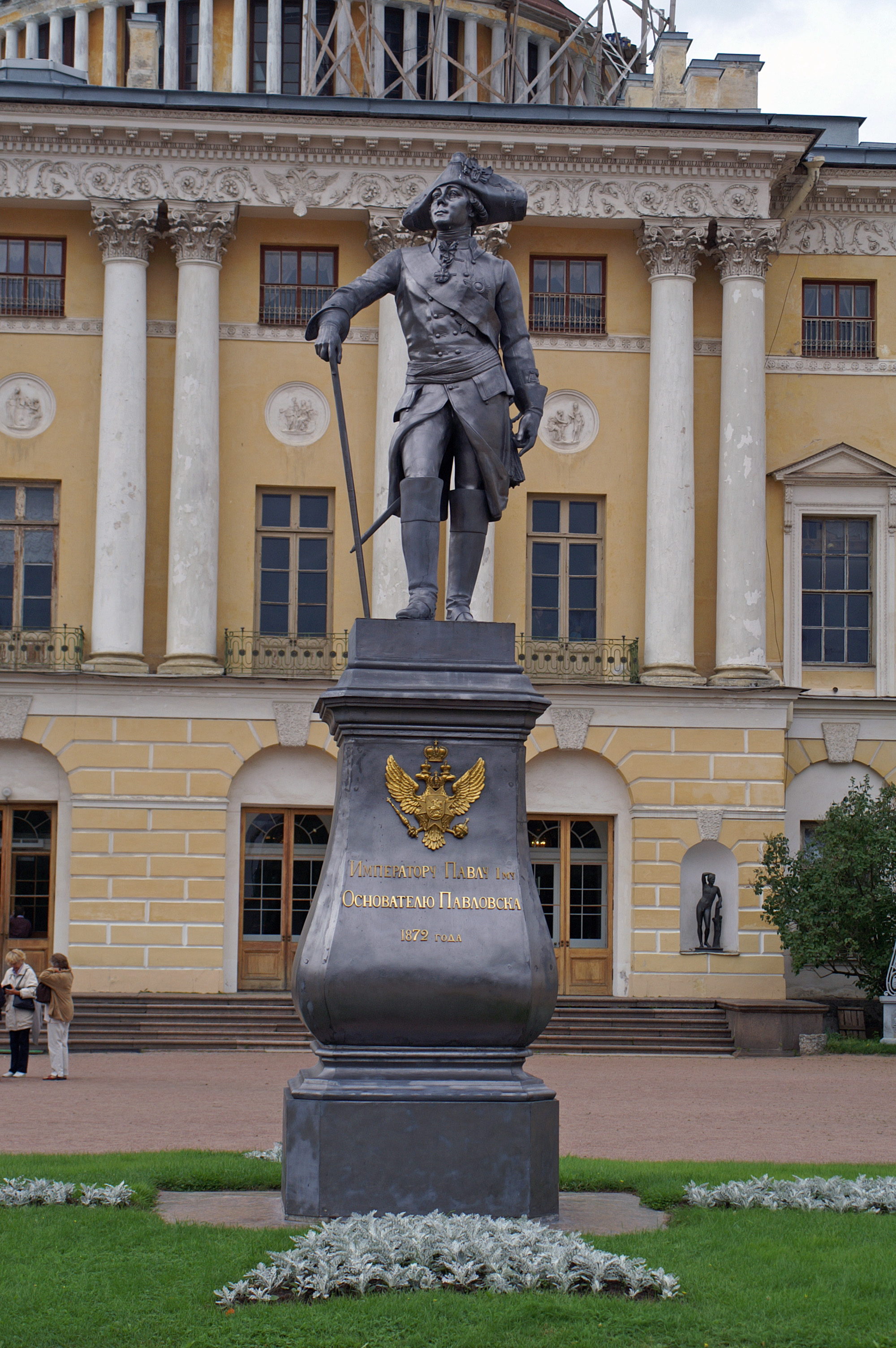
Tượng Hoàng đế Pavel ở phía trước cung điện Pavlovsk.

Ít lâu sau khi lên ngôi, Pavel đã cho chôn cất cha mình tử tế vào nghĩa trang hoàng gia ở Nhà thờ Pyotr và Pavel. Căm giận sự áp chế của mẹ mình với bản thân nhà vua khi ông còn mang tước Đại vương công, ông bãi bỏ mạnh mẽ nhiều chính sách của mẹ mình. Đầu tiên, ông cho lập trước một di chúc mang tên "Pauline", ghi rõ người sẽ kế ngôi một khi ông bị bệnh hay bị ám sát. Thứ hai là, mặc dù ông kết tội rất nhiều người theo chủ nghĩa Jacobin và đày ải những người có tội danh đơn giản là "mặc trang phục Paris" hay "đọc sách Pháp", ông lại cho phép người chỉ trích Ekaterina nổi tiếng nhất, Aleksandr Radishchev, trở về từ nơi đày ải Siberia. Bên cạnh Radishchev, Sa hoàng giải phóng N. Novikov từ pháo đài Schlüsselburg, và Tadeusz Kościuszko, nhưng đã giam giữ riêng dưới sự giám sát của cảnh sát.
Thời Pavel, quý tộc Nga xuất hiện ngày càng nhiều. Nhiều quý tộc hoạt động trong bộ máy chính quyền đã tham nhũng và ngày càng suy đồi. Để khắc phục, ông quyết tâm biến chúng thành một đẳng cấp có tính kỷ luật, nguyên tắc và trung thành, giống như một trật tự thời trung cổ. Do phải đối phó với khởi nghĩa nông dân và chiến tranh bên ngoài, các quý tộc Nga hầu hết là quân nhân. Các quý tộc - quân nhân giàu có như Kutuzov, Arakcheyev, và Rostopchin đều được nhà vua ban cho nhiều nông nô. Quý tộc nào không phục tùng chính sách của vua thì sẽ bị ông loại ra khỏi chính quyền: trước sau đã có 7 đại tướng, 333 viên tướng Nga đã bị loại khỏi chính quyền.
Về quân đội, ông bãi bỏ cải cách quân đội của Grigori Potemkin (thời Ekaterina II của Nga) và xây dựng quân đội theo mô hình của Phổ. Sa hoàng giới thiệu đồng phục của quân đội Phổ, ra lệnh quân đội Nga phải biết đi diễu hành vào mỗi buổi sáng ở trước cung điện, bất kể điều kiện thời tiết như thế nào. Pavel ra các quy định phạt nặng nếu binh lính làm sai, tuy nhiên sau sự việc một trung đoàn diễu hành lâu tới 10 dặm đến Siberia mà binh lính mất trật tự do không chịu nổi quy định quân đội của Hoàng đế đưa ra, Pavel đã bãi bỏ quy định trên. Ông đã cố gắng để cải cách tổ chức của quân đội năm 1796 bằng cách giới thiệu Bộ luật Bộ binh, một loạt các hướng dẫn cho quân đội chủ yếu dựa trên sự trình diễn và vẻ đẹp của quân lính. Tuy nhiên, bộ luật này vấp phải sự chỉ trích của nhiều tướng lĩnh, nhất là đại tướng Aleksandr Vasilyevich Suvorov làm ngơ, cho rằng bộ luật này không có giá trị gì.
Với lượng tài chính dồi đào, ông đã xây dựng ba cung điện trong hoặc xung quanh thủ đô của Nga. Phần lớn được làm từ mối tình tình duyên dáng của ông với Anna Lopukhina.
Hoàng đế Pavel cũng đã ra lệnh quật mộ của Grigory Potemkin, tình nhân của mẹ mình, lấy thi hài và giã nhuyễn hài cốt, đem rải đi khắp nơi.

## Chính sách đối ngoại
Ngay sau khi lên ngôi, ông bãi bỏ một loạt các hoạt động đối ngoại của mẹ mình: cho gọi về các binh lính đóng ở biên giới, đạo quân gồm 60.000 người đang tiến về Ba Tư (mà mẹ ông hứa giúp Anh, Áo đánh Pháp). Biết rằng việc bành trướng của Pháp là tổn thương đến lợi ích của nước Nga, nhưng Pavel lại cố gọi quân đội trở về vì không muốn chiến tranh lan rộng. Ông cũng tin rằng Nga cần những cải cách chính phủ và quân sự đáng kể để tránh tình trạng suy sụp kinh tế và cuộc cách mạng, trước khi Nga có thể tiến hành chiến tranh với bên ngoài.
Pavel đề nghị hòa giải giữa Áo và Pháp thông qua trung gian là Phổ, để Áo không mất nhiều binh lực. Thế nhưng trước khi Nga giúp Áo, Pháp nhanh chân đi trước, đánh bại Áo và buộc nước này ký Hiệp ước Campoformio vào tháng 10 năm 1797. Hiệp ước này, với sự khẳng định về sự kiểm soát của Pháp qua các hòn đảo ở Địa Trung Hải và sự phân chia của nước Cộng hoà Venice, đã làm Pavel thất vọng. Ông cho rằng dường như hiệp ước này đang làm gia tăng nhiều bất ổn hơn trong khu vực và thể hiện tham vọng của Pháp ở Địa Trung Hải. Nhưng ông cũng cho phép các hoàng thân Pháp theo phe bảo hoàng là Hoàng thân de Condé cùng quân đội của ông ta, cũng như Louis XVIII, cả hai đều bị buộc phải rời khỏi Áo theo hiệp ước này. Sự thất vọng của Pavel trước các hành động của Pháp ở Địa Trung Hải đã buộc Sa hoàng tìm đến các quốc gia chống Pháp để kết đồng minh. Thông qua Ngoại trưởng Áo là Bá tước Thugut (1793-1801), người ghét người Pháp và đã chỉ trích các nguyên tắc cách mạng của nước Pháp, Sa hoàng quyết định tham gia liên minh thứ hai với Anh, Áo và Đế chế Ottoman để kiềm chế tham vọng của Pháp, giải phóng các lãnh thổ dưới sự kiểm soát của quân Pháp và thiết lập lại chế độ quân chủ cũ. Nước duy nhất không tham gia liên minh này đó là Phổ, vì vua Phổ Friedrich Wilhelm III không tin tưởng vào nước Áo và vấn đề an ninh mà họ nhận được từ mối quan hệ hiện tại của họ với Pháp đã cản trở họ tham gia vào liên minh. Mặc dù thất vọng vì sự miễn cưỡng của Phổ, Nga vẫn gửi 60.000 quân sang giúp Áo ở Ý và 45.000 quân để giúp Anh ở Bắc Đức và Hà Lan.
Một yếu tố quan trọng trong quyết định của Pavel để đi đến chiến tranh với Pháp là đảo Malta, quê hương của các Hiệp sĩ Cứu tế. Ngoài Malta, Dòng hiệp sĩ này đã có mạng lưới các giáo sĩ ở khắp các quốc gia châu Âu và có nguồn tài chính rất lớn. Năm 1796, Dòng tu này đã tiếp cận và trao đổi với Pavel về phục hồi nhà thờ Ba Lan trên đất Nga, vốn bị bỏ phế từ 100 năm nay. Hoàng đế nhớ lại, thời còn thiếu niên ông đã học về lịch sử dòng tu này và bị ấn tượng bởi danh dự của họ và kết nối với trật tự cũ mà họ là đại diện. Sa hoàng cho mời các giáo sĩ của dòng này về thủ đô vào tháng 1 năm 1797. Đáp lại, các giáo sĩ tuyên bố sẽ bảo hộ tôn giáo đối với thủ đô này.
Tháng 6 năm 1798, Napoléon chiếm giữ Malta và việc làm này khiến Sa hoàng Pavel bị xúc phạm. Tháng 9, nhà dòng Sankt Petersburg đã tuyên bố rằng Grand Master Hompesch đã phản bội dòng tu bằng cách bán Malta cho Napoleon. Một tháng sau Nhà Dòng đã chọn Pavel làm Grand Master. Cuộc bầu cử này khiến dòng tu bị các giáo sĩ Công giáo khác phản đối và tranh cãi quyết liệt, khi mà bản thân cuộc bầu cử này không được Giáo hoàng chấp nhận. Sự trì hoãn này tạo ra các vấn đề chính trị giữa Pavel, người nhấn mạnh vào việc bảo vệ tính hợp pháp của mình, với tu sĩ các quốc gia Công giáo khác vốn muốn phản đối việc này. Mặc dù công nhận cuộc bầu cử của Pavel đã trở thành một vấn đề chia rẽ hơn sau này trong thời trị vì của ông, một Tu viện trưởng của dòng tu Cứu tế, một lý do khác để chống lại Cộng hòa Pháp.
Quân đội Nga ở Ý đã đóng vai trò của một lực lượng phụ trợ được gửi đến để hỗ trợ người Áo và các nước khác trong liên minh thứ hai. Dưới sự chỉ huy chung của Đại thống soái Nga Aleksandr Suvorov và Đô đốc Nga Fyodor Ushakov, quân đồng minh đã đánh tan quân Pháp trong chiến dịch Italia 1799. Tuy nhiên, vào thời điểm này, các vết nứt đã bắt đầu xuất hiện trong liên minh Nga-Áo do các mục đích khác nhau của các nước này tại Italia. Trong khi Pavel và tướng Suvorov muốn giải phóng và phục hồi các chế độ quân chủ ở Italia, quân Áo tìm kiếm sự chiếm lĩnh lãnh thổ ở Italia. Người Áo trông đợi Suvorov và quân đội của ông ra khỏi nước Italia để gặp quân đội Alexander Korsakov, lúc này đang giúp quân của Đại vương công Áo Charles (1771-1847) để tấn công nhằm trục xuất quân đội Pháp hiện đang chiếm đóng Thụy Sĩ. Tuy nhiên, chiến dịch ở Thụy Sĩ đã trở thành bế tắc, không có nhiều hoạt động ở hai bên cho đến khi người Áo rút lui. Các quân đoàn của Pháp tổng phản công bao vây quân Nga, phá hủy quân Korsakov và buộc Suvorov phải chiến đấu đơn độc, quân Nga bị tổn thất lực lượng quá nặng nề. Thất bại, Suvorov rút đại quân ra khỏi Thụy Sĩ về nước một cách an toàn. Suvorov, xấu hổ, đổ lỗi cho người Áo vì thất bại khủng khiếp ở Thụy Sĩ, cũng như quyền chỉ huy tối cao của ông ta. Sự thất bại này của Nga, kết hợp với việc từ chối khôi phục lại chế độ quân chủ cũ ở Ý và sự không tôn trọng lá cờ Nga trong thời gian xâm chiếm Ancona, dẫn đến sự chấm dứt chính thức của liên minh thứ hai vào tháng 10 năm 1799.
Mặc dù vào mùa thu năm 1799 liên minh Nga-Áo bị tan rã, Pavel vẫn hợp tác với người Anh. Sa hoàng hội đàm bí mật với Thủ tướng Anh William Pitt Trẻ, kêu gọi Anh cùng liên minh với Nga lên kế hoạch tấn công Hà Lan, sau đó là tấn công luôn cả Pháp. Không giống như Áo, cả Nga và Anh đều không có tham vọng bí mật nào về lãnh thổ: cả hai đều đơn giản là chỉ tìm cách đánh bại quân Pháp. Cuộc xâm lược Hà Lan của liên minh Nga - Anh diễn ra thuận lợi và không có sự kháng cự nào đáng kể. Nhưng khi đánh trận Callantsoog (27 Tháng 8 năm 1799), liên quân Nga - Anh gặp muôn vàn khó khăn do việc quân Nga chậm phối hợp với Anh trong điều kiện thời tiết quá xấu, sự phối hợp yếu kém, và sự phản đối mạnh mẽ bất ngờ của người Hà Lan và Pháp. Không muốn kéo dài cuộc chiến và cũng sợ Pháp sẽ gây chuyện, Nga và Anh ký hiệp định đình chiến với Hà Lan và rút lui. Quân liên minh Nga - Anh bị tổn thất: Nga mất 3/4 số quân tham chiến, Anh buộc phải bỏ một đạo quân ở trên đảo để bí mật rút về nước. Sự thất bại này làm rạn nứt quan hệ Nga - Anh và buộc Sa hoàng quay sang liên minh với cường quốc khác. Bất mãn việc Anh không chuộc binh lính Nga bị Pháp giam giữ trong chiến tranh giữa liên minh Nga - Anh vào Hà Lan (8/1799), Pavel bắt đầu chú ý đến quan hệ với các nước vùng Scandinavia là Đan Mạch và Thụy Điển. Quan hệ Nga - Anh bắt đầu rạn nứt từ năm 1800, khi đại sứ Anh tại thủ đô St. Petersburg là Charles Whitworth (1788–1800) nhớ lại, Anh ngầm chọn nước Áo làm đồng minh, người đã cam kết chiến đấu chống Pháp cho đến hồi kết. Cuối cùng, hai sự kiện xảy ra liên tiếp đã phá huỷ hoàn toàn liên minh: thứ nhất, vào tháng 7 năm 1800, người Anh bắt giữ một tàu khu trục của Đan Mạch, khiến Pavel phải đóng cửa các nhà máy thương mại của Anh tại St. Petersburg và tịch thu các tàu và hàng hoá của Anh; Thứ hai, mặc dù các đồng minh đã cố gắng giải quyết được cuộc khủng hoảng này, Pavel không thể tha thứ cho người Anh vì Đô đốc Horatio Nelson từ chối trả lại Malta cho dòng tu Hiệp sĩ Cứu tế, khi Anh chiếm lại vùng đất này từ tay Pháp vào tháng 9 năm 1800. Với một phản ứng mạnh mẽ, Pavel đã tịch thu tất cả các tàu của Anh tại các cảng của nước Nga, đưa các đội tàu của họ đến các trại giam và bắt các thương nhân Anh làm con tin cho đến khi ông nhận được sự "cầu xin thả thương nhân" của chính phủ Anh. Mùa đông năm 1800, Pavel lập liên minh mới với các nước thuộc vùng biển Baltic là Thụy Điển, Đan Mạch và Phổ để tấn công quân Anh, cô lập thương mại của người Anh tại Bắc Âu. Ủng hộ Nga, Pháp ra lệnh đóng cửa khẩu ở các nước Tây Âu và Nam Âu (các nước này chủ yếu dùng hàng nhập khẩu của Anh là gỗ và ngũ cốc) để Anh không buôn bán được. Cảm thấy bị đe dọa thương mại bởi chính sách phong tỏa thương mại của Hoàng đế Nga, chính phủ Anh bất ngờ gửi một đội tàu đến Đan Mạch, bắn phá Copenhagen và buộc vua Đan Mạch đầu hàng vào đầu tháng 4. Nelson sau đó đi thuyền về phía St Petersburg, vươn tới Reval (14 tháng 5 năm 1801). Quan hệ Nga - Anh căng thẳng cực độ. Sau khi Pavel bị ám sát, con trai là Aleksandr I vội mở cuộc đàm phán hòa bình ngay với Anh ngay sau khi lên ngôi.
Khía cạnh ban đầu nhất trong chính sách đối ngoại của Pavel I là sự hợp tác của ông với Pháp sau khi liên minh tan rã. Năm 1800, sau khi Napoleon trở thành First Consul (Tổng tài thứ nhất) của Pháp, Pavel cho dỡ bỏ hàng rào hải quan và nối quan hệ thương mại với Pháp. Theo lệnh của Sa hoàng, Suvorov đã phải đình chỉ các hoạt động chống lại Đế quốc Pháp của Nga (27/3/1800). Đáp lại, Napoleon tuyên bố sẵn sàng bắt đầu đàm phán thả các tù binh Nga. Trong cuộc đàm phán vào ngày 7 tháng 10 năm 1800, Pavel đã khởi xướng ra bản ghi nhớ của Rostopchin, trong đó quy định việc thực hiện ít nhất năm điều kiện để góp phần thúc đẩy quan hệ giữa hai nước. Nội dung bản ghi nhớ bao gồm việc trả lại Malta cho dòng tu Hiệp sĩ Cứu tế, khôi phục quyền lực của Vua Sardinia và sự toàn vẹn lãnh thổ của vương quốc Sicilia, Bavaria và Vurtenberg, cộng với việc trả lại độc lập cho Ai Cập và Thổ Nhĩ Kỳ. Napoleon đã đọc lại bản ghi nhớ tới 2 lần, đặt bút ký vào văn kiện mà ông tin rằng sẽ góp phần đáng kể vào việc sửa chữa hàng rào đầy đủ giữa Nga và Pháp. Đồng thuận với Pháp về "giấc mộng phương Đông" là chiếm Ấn Độ, đầu năm 1801, Pavel phái 40 trung đoàn Cossak sang Ấn Độ. Quyết định này của Pavel không khiến Anh bất ngờ, vì bản thân nước Anh tin chắc rằng sẽ không có cuộc đổ bộ nào của Nga (hay Pháp) vào Ấn Độ. Người Anh lường trước việc này khi ký kết 3 hiệp ước với Shah Ba Tư Fath Ali Shah Qajar vào năm 1801, 1809 và 1812 để ngăn chặn một cuộc đổ bộ vào Ấn Độ theo hướng từ Trung Á vào. Pavel tìm cách tấn công người Anh nơi họ yếu nhất: thông qua thương mại và các thuộc địa của họ. Trong suốt triều đại của ông, các chính sách của ông tập trung tái lập hòa bình và cân bằng quyền lực ở châu Âu, trong khi ủng hộ chế độ độc tài và chế độ quân chủ cũ, mà không cần mở rộng biên giới của Nga.

### Vấn đề Ba Tư
Bất chấp việc Nga duy trì các điều khoản của Hiệp ước Georgievsk để giữ vững Georgia, quân đội Ba Tư của Shah Agha Mohammad bắt đầu xâm lược Georgia (này là Gruzia), một vương quốc Thiên chúa giáo nằm ở phía Bắc Ba Tư, và đã đánh bại vua Erekle II trong trận Krtsanisi. Thủ đô Tbilisi bị thiêu hủy toàn bộ, nhưng phía đông Georgia lại phục hồi nhanh chóng sau lần chiếm đóng của quân Ba Tư. Tháng 6/1797, ba tên tùy tùng do tên Sadeq Khan-e Shaghaghi cầm đầu, đã ám sát Shah Agha Mohammad ngay tại cung điện của thành phố Shusha, thủ đô của Hãn quốc Karabakh, làm quan hệ Ba Tư - Georgia hòa dịu lại một thời gian. Tuy nhiên, Erekle, vẫn đang mơ về một liên bang Georgia, đã qua đời một năm sau đó. Sau cái chết của Erekle, một cuộc nội chiến nổ ra giữa những người kế ngôi của vùng Kartli-Kakheti (Georgia) đã buộc Nga phải can thiệp. Ngày 8 tháng 1 năm 1801, Sa hoàng Pavel đã ký một sắc lệnh về việc sáp nhập Gruzia (Kartli-Kakheti) vào Đế quốc Nga, được chính thức phê chuẩn bởi Aleksandr I vào ngày 12 tháng 9 năm 1801. Đại sứ Georgia tại Saint Petersburg là Garsevan Chavchavadze đã gửi văn bản phản đối đến quan Thủ tướng Nga là Alexander Borisovich Kurakin (1801–1802), nhưng Thủ tướng không phản hồi. Tháng 5/1801, tướng Carl Heinrich von Knorring đã loại bỏ người thừa kế của Gruzia, David Batonishvili, ra khỏi quyền lực và lập một chính phủ lâm thời do tướng Ivan Petrovich Lazarev lãnh đạo.
Một số lớn tầng lớp quý tộc Gruzia đã không chấp nhận sắc lệnh này cho đến tháng 4 năm 1802, khi Knorring nắm giữ vị cao quý tại nhà thờ Sioni của Tbilisi và buộc họ phải tuyên thệ với Sa hoàng của đế quốc Nga. Những người không đồng ý đã bị bắt. Tháng 4/1803, Mariam Tsitsishvili, vợ của cố quốc vương George XII của Georgia, đã giết chết Thủ tướng Georgia Lazarev khi ông này ra lệnh cho quân đội Nga đuổi bà và gia đình ra khỏi hoàng cung. Vị Nữ hoàng bị tên thông dịch viên làm cho bị thương, rồi quân lính bắt bà và các con đi đày ở Voronezh, rồi đưa bà trở về Moskwa năm 1811. Bà qua đời tại Nga và được chôn tại quê nhà. Muốn vươn lên đến cực bắc của đế chế Ba Tư và cản trở công cuộc thôn tính Georgia của Nga, Shah Fath Ali Shah Qajar tham gia vào cuộc chiến Nga - Ba Tư (1804-1813). Vào mùa hè năm 1805, thủy quân Nga trên sông Askerani và gần Zagam đã đánh bại quân đội Ba Tư, cứu Tbilisi khỏi cuộc tấn công và tái chinh phục. Năm 1810, vương quốc Imereti (Tây Georgia) đã được Đế quốc Nga sáp nhập sau khi đàn áp cuộc kháng chiến của Vua Solomon II (1789–1810). Năm 1813, Ba Tư đã chính thức buộc phải giao Gruzia sang cho Nga theo Hiệp ước Gulistan năm 1813. Tới đây đánh dấu sự bắt đầu chính thức của thời kỳ cai trị của Nga tại Georgia.

## Ám sát
Bất mãn với các chính sách của Sa hoàng Pavel, giới quý tộc Nga lên kế hoạch ám sát nhà vua. Một âm mưu ám sát đã được đặt ra bởi các sĩ quan Ludwig von der Pahlen, Nikita Petrovich Panin và tướng Ribas, sĩ quan Zubov là chủ mưu. Những viên sĩ quan này hầu hết là bất mãn với việc làm của Sa hoàng, nhất là việc Pavel khui ra các hoạt động tham nhũng của công, chính sách cải cách quân đội Nga mất lòng người, Pahlen cùng một số người bất mãn khác và giới quý tộc tức giận. Bứt xúc vì bất ngờ bị giải chức Thống đốc thủ đô, der Pahlen cùng với N. Zubov tham gia vào âm mưu chống nhà vua. Riêng Zubov là người thân cận của tiên hoàng Ekaterina II của Nga, bị Pavel nghi ngờ là có âm mưu thuyết phục Nữ hoàng Nga ký một bản di chúc chuyển ngôi cho cháu là Aleksandr, cũng là con trai cả của Sa hoàng Pavel. sau khi bị trục xuất khỏi thủ đô, ông ta bí mật liên kết với chị gái là hoàng hậu Olga Zherebtsova, xin hậu thuẫn về tài chính của chồng người chị là viên đại sứ Anh là Charles Whitworth, bá tước thứ nhất của xứ Whitworth, để phục vụ cho âm mưu ám sát của mình. Nhưng thực tế thì số tiền trợ giúp chính phủ Anh chuyển qua cho Whitworth để phục vụ cho việc lật đổ nhà vua đã bị vợ Whitworth chiếm đoạt. Mặc dù vậy, chính phủ Anh cũng ra chỉ thị cho đại sứ Anh tại Nga: "Một khi mối quan hệ ngoại giao với Anh bị phá vỡ, Whitworth được lệnh phải rời khỏi thủ đô với tất cả nhân viên của mình". Có lẽ, vì sợ bị liên lụy đến âm mưu ám sát vua Nga, đại sứ Anh lặng lẽ rút về nước và chính phủ Anh lập tức cử nam tước Saint Helen sang thay vào tháng 4/1801.
Mặc dù không nhận được viện trợ gì từ Anh để phục vụ cho âm mưu, những tên sát thủ vẫn lập kế hoạch tiến hành ám sát nhà vua. Vào một đêm thứ hai lạnh giá ở St Petersburg, Sa hoàng tổ chức một bữa tiệc tối tại cung điện. Những người có mặt bao gồm các quý tộc và cả con trai cả Aleksandr, người đã ăn ít và dường như không được thoải mái. Sau khi ăn tối, Pavel trở về nghỉ ngơi tại lâu đài Mikhailovsky. Vài tiếng đồng hồ sau, một nhóm sĩ quan Nga do tướng Leo Bennigsen và von Pahlen cầm đầu, lặng lẽ tiến vào cung điện. Họ đánh gục hai người phục vụ, phá cửa rồi vào tận phòng ngủ của Pavel. Nhóm sĩ quan đang trong men say rượu cố gắng tiến lại gần Sa hoàng làm ông sợ hãi, chạy trốn ẩn sau một vài tấm màn ở góc tường. Họ lôi Sa hoàng ra, buộc ông ký vào văn bản thoái vị ngôi vua được đặt trên bàn. Hoàng đế Nga chống lại, thế là những tên sĩ quan bất ngờ tấn công ông. Hai bên giằng co quyết liệt. Nikolai Zubov đánh ông bằng thanh kiếm (có tài liệu ghi Zubov dùng cái hộp gỗ màu trắng đánh trúng Hoàng đế), sau đó những kẻ nổi loạn xông lên thắt cổ Hoàng đế bằng khăn quàng cổ và dẫm đạp ông đến chết, lúc đó là gần 1 giờ sáng ngày 24/3/1801.
Sau khi Pavel bi ám sát, một trong số những kẻ ám sát nhà vua là Zubov đã đến gặp Đại vương công Aleksandr (mới lúc đó 23 tuổi) ở phòng khác của lâu đài và nói: "Đã đến lúc rồi, hãy đi ra và cai trị thôi". Những tên sát thủ không bị tân đế trừng phạt, vì chúng lấy chứng cứ là chỉ ép Hoàng đế ký chiếu thoái vị thôi, nhưng nhiều kẻ uống rượu say đã làm quá tay khiến nhà vua thiệt mạng. sau đó cả bọn vẫn sống ung dung và thường được Hoàng đế mới của Nga tiếp kiến chung ở Cung điện mùa Đông. Tân đế Aleksandr I còn chỉ thị cho bác sĩ người Scotland là James Wylie viết báo cáo khám nghiệm rằng, Sa hoàng qua đời vì bệnh đột quỵ; ra lệnh phải ước xác cha mình tử tế.
Tuy nhiên giấy không gói được lửa, châu Âu đã nhanh chóng biết tin và ngán ngẩm với "tai nạn" đáng phàn nàn về mặt y học đó. Napoléon Bonaparte sau đó đã đọc cho viên Ngoại trưởng Pháp viết hẳn một bức thư gần như mỉa mai trực tiếp tội giết cha, khiến Aleksandr nhục nhã ê chề. Tân Sa hoàng bèn công khai chỉ trích Napoleon là độc tài, rằng mình cảm thấy luyến tiếc về sự tiêu vong của cộng hòa Pháp (trong khi ông ta lại là hoàng đế của một đế quốc chuyên chế được xây dựng trên cơ sở chế độ nông nô)

## Hình ảnh

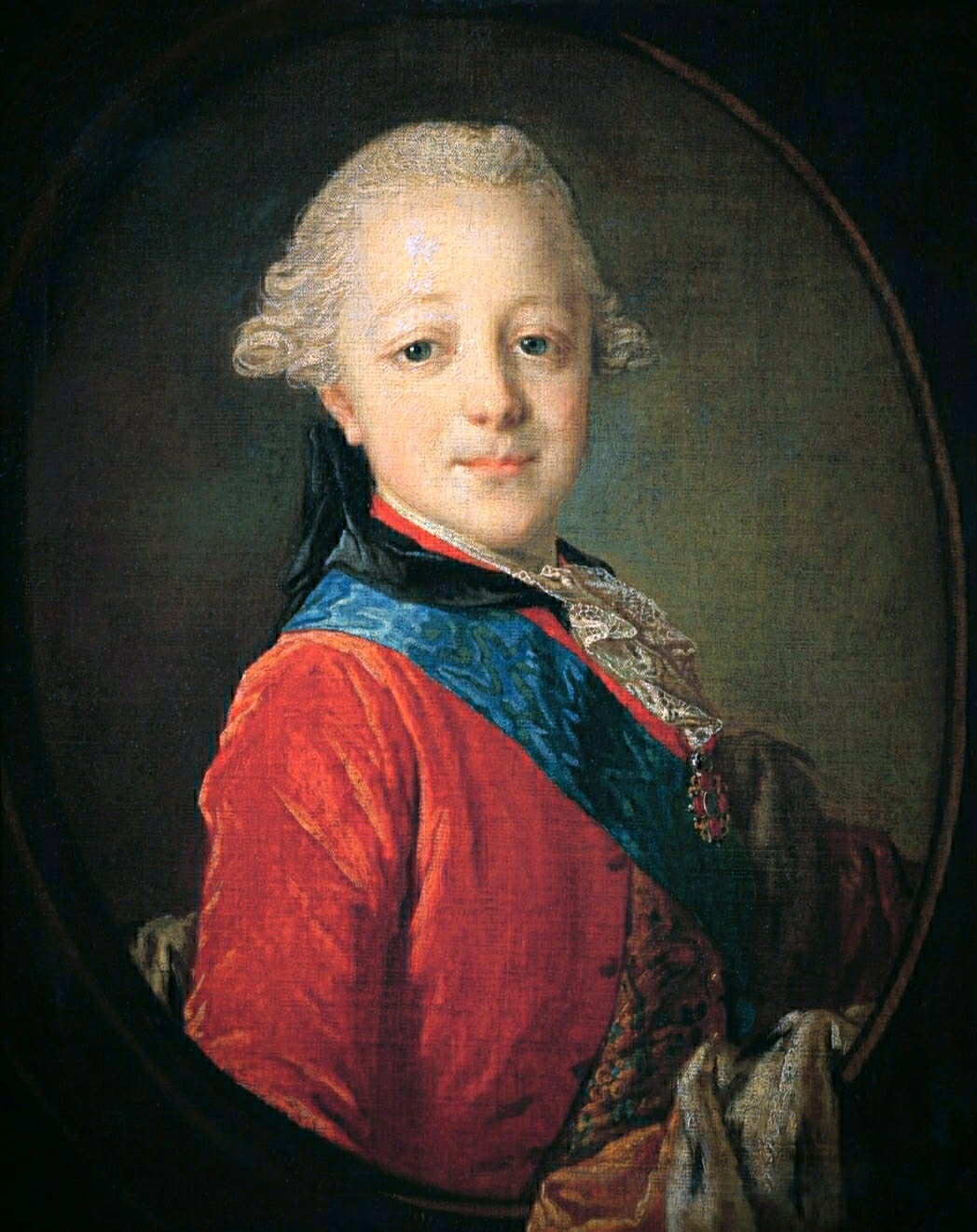
Pavel Petrovich khi còn nhỏ (1761), tranh vẽ bởi Fedor Rokotov
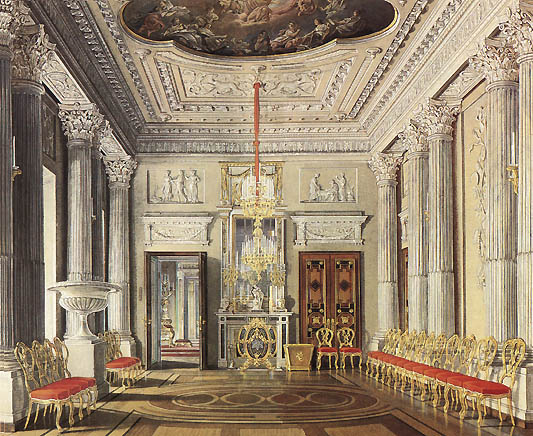
Những căn phòng của Cung điện Gatchina nơi Đại vương công Paul sống lúc còn nhỏ.
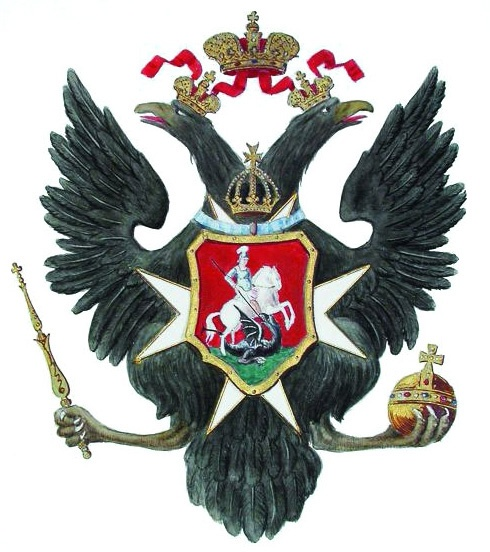
Quốc huy dưới thời Nga hoàng Paul, kết hợp với Thánh giá của Dòng Hiệp sĩ Malta, năm 1799.

## Tổ tiên
| \| \| \| \| \| \| \| \| \| \| \| \| \| \| \| \| \| \| \| \| 16. Christian Albert, Duke of Holstein-Gottorp \| \| \| \| \| \| \| \| \| \| \| \| \| \| \| \| \| \| \| \| \| \| \| \| \| \| \| \| \| \| \| \| \| \| \| \| \| \| \| \| \| \| \| \| \| \| \| \| \| \| \| \| \| \| 8. Frederick IV, Duke of Holstein-Gottorp \| \| \| \| \| \| \| \| \| \| \| \| \| \| \| \| \| \| \| \| \| \| \| \| \| \| \| \| \| \| \| \| \| \| \| \| \| \| \| \| \| \| \| \| \| \| \| \| \| \| \| \| \| \| 17. Princess Frederica Amalia of Denmark \| \| \| \| \| \| \| \| \| \| \| \| \| \| \| \| \| \| \| \| \| \| \| \| \| \| \| \| \| \| \| \| \| \| \| \| \| \| \| \| \| \| \| \| \| \| \| \| \| \| \| \| \| \| 4. Charles Frederick, Duke of Holstein-Gottorp \| \| \| \| \| \| \| \| \| \| \| \| \| \| \| \| \| \| \| \| \| \| \| \| \| \| \| \| \| \| \| \| \| \| \| \| \| \| \| \| \| \| \| \| \| \| \| \| \| \| \| \| \| \| 18. Charles XI of Sweden \| \| \| \| \| \| \| \| \| \| \| \| \| \| \| \| \| \| \| \| \| \| \| \| \| \| \| \| \| \| \| \| \| \| \| \| \| \| \| \| \| \| \| \| \| \| \| \| \| \| \| \| \| \| 9. Princess Hedvig Sophia of Sweden \| \| \| \| \| \| \| \| \| \| \| \| \| \| \| \| \| \| \| \| \| \| \| \| \| \| \| \| \| \| \| \| \| \| \| \| \| \| \| \| \| \| \| \| \| \| \| \| \| \| \| \| \| \| 19. Princess Ulrika Eleonora of Denmark \| \| \| \| \| \| \| \| \| \| \| \| \| \| \| \| \| \| \| \| \| \| \| \| \| \| \| \| \| \| \| \| \| \| \| \| \| \| \| \| \| \| \| \| \| \| \| \| \| \| \| \| \| \| 2. Peter III of Russia \| \| \| \| \| \| \| \| \| \| \| \| \| \| \| \| \| \| \| \| \| \| \| \| \| \| \| \| \| \| \| \| \| \| \| \| \| \| \| \| \| \| \| \| \| \| \| \| \| \| \| \| \| \| 20. Alexis of Russia \| \| \| \| \| \| \| \| \| \| \| \| \| \| \| \| \| \| \| \| \| \| \| \| \| \| \| \| \| \| \| \| \| \| \| \| \| \| \| \| \| \| \| \| \| \| \| \| \| \| \| \| \| \| 10. Peter I of Russia \| \| \| \| \| \| \| \| \| \| \| \| \| \| \| \| \| \| \| \| \| \| \| \| \| \| \| \| \| \| \| \| \| \| \| \| \| \| \| \| \| \| \| \| \| \| \| \| \| \| \| \| \| \| 21. Natalia Naryshkina \| \| \| \| \| \| \| \| \| \| \| \| \| \| \| \| \| \| \| \| \| \| \| \| \| \| \| \| \| \| \| \| \| \| \| \| \| \| \| \| \| \| \| \| \| \| \| \| \| \| \| \| \| \| 5. Grand Duchess Anna Petrovna of Russia \| \| \| \| \| \| \| \| \| \| \| \| \| \| \| \| \| \| \| \| \| \| \| \| \| \| \| \| \| \| \| \| \| \| \| \| \| \| \| \| \| \| \| \| \| \| \| \| \| \| \| \| \| \| 22. Samuel Skowroński \| \| \| \| \| \| \| \| \| \| \| \| \| \| \| \| \| \| \| \| \| \| \| \| \| \| \| \| \| \| \| \| \| \| \| \| \| \| \| \| \| \| \| \| \| \| \| \| \| \| \| \| \| \| 11. Marta Helena Skowrońska Catherine I of Russia \| \| \| \| \| \| \| \| \| \| \| \| \| \| \| \| \| \| \| \| \| \| \| \| \| \| \| \| \| \| \| \| \| \| \| \| \| \| \| \| \| \| \| \| \| \| \| \| \| \| \| \| \| \| 23. Elisabeth Moritz \| \| \| \| \| \| \| \| \| \| \| \| \| \| \| \| \| \| \| \| \| \| \| \| \| \| \| \| \| \| \| \| \| \| \| \| \| \| \| \| \| \| \| \| \| \| \| \| \| \| \| \| \| \| 1. Paul I of Russia \| \| \| \| \| \| \| \| \| \| \| \| \| \| \| \| \| \| \| \| \| \| \| \| \| \| \| \| \| \| \| \| \| \| \| \| \| \| \| \| \| \| \| \| \| \| \| \| \| \| \| \| \| \| 24. John VI, Prince of Anhalt-Zerbst \| \| \| \| \| \| \| \| \| \| \| \| \| \| \| \| \| \| \| \| \| \| \| \| \| \| \| \| \| \| \| \| \| \| \| \| \| \| \| \| \| \| \| \| \| \| \| \| \| \| \| \| \| \| 12. John Louis I, Prince of Anhalt-Dornburg \| \| \| \| \| \| \| \| \| \| \| \| \| \| \| \| \| \| \| \| \| \| \| \| \| \| \| \| \| \| \| \| \| \| \| \| \| \| \| \| \| \| \| \| \| \| \| \| \| \| \| \| \| \| 25. Princess Sophie Auguste of Holstein-Gottorp \| \| \| \| \| \| \| \| \| \| \| \| \| \| \| \| \| \| \| \| \| \| \| \| \| \| \| \| \| \| \| \| \| \| \| \| \| \| \| \| \| \| \| \| \| \| \| \| \| \| \| \| \| \| 6. Christian August, Prince of Anhalt-Zerbst \| \| \| \| \| \| \| \| \| \| \| \| \| \| \| \| \| \| \| \| \| \| \| \| \| \| \| \| \| \| \| \| \| \| \| \| \| \| \| \| \| \| \| \| \| \| \| \| \| \| \| \| \| \| 26. Georg Volrath von Zeutsch \| \| \| \| \| \| \| \| \| \| \| \| \| \| \| \| \| \| \| \| \| \| \| \| \| \| \| \| \| \| \| \| \| \| \| \| \| \| \| \| \| \| \| \| \| \| \| \| \| \| \| \| \| \| 13. Christine Eleonore von Zeutch \| \| \| \| \| \| \| \| \| \| \| \| \| \| \| \| \| \| \| \| \| \| \| \| \| \| \| \| \| \| \| \| \| \| \| \| \| \| \| \| \| \| \| \| \| \| \| \| \| \| \| \| \| \| 27. Christine von Weissenbach \| \| \| \| \| \| \| \| \| \| \| \| \| \| \| \| \| \| \| \| \| \| \| \| \| \| \| \| \| \| \| \| \| \| \| \| \| \| \| \| \| \| \| \| \| \| \| \| \| \| \| \| \| \| 3. Princess Sophie of Anhalt-Zerbst Catherine II of Russia \| \| \| \| \| \| \| \| \| \| \| \| \| \| \| \| \| \| \| \| \| \| \| \| \| \| \| \| \| \| \| \| \| \| \| \| \| \| \| \| \| \| \| \| \| \| \| \| \| \| \| \| \| \| 28. Christian Albert, Duke of Holstein-Gottorp (= 16) \| \| \| \| \| \| \| \| \| \| \| \| \| \| \| \| \| \| \| \| \| \| \| \| \| \| \| \| \| \| \| \| \| \| \| \| \| \| \| \| \| \| \| \| \| \| \| \| \| \| \| \| \| \| 14. Christian August of Holstein-Gottorp, Prince of Eutin \| \| \| \| \| \| \| \| \| \| \| \| \| \| \| \| \| \| \| \| \| \| \| \| \| \| \| \| \| \| \| \| \| \| \| \| \| \| \| \| \| \| \| \| \| \| \| \| \| \| \| \| \| \| 29. Princess Frederica Amalia of Denmark (= 17) \| \| \| \| \| \| \| \| \| \| \| \| \| \| \| \| \| \| \| \| \| \| \| \| \| \| \| \| \| \| \| \| \| \| \| \| \| \| \| \| \| \| \| \| \| \| \| \| \| \| \| \| \| \| 7. Princess Johanna Elisabeth of Holstein-Gottorp \| \| \| \| \| \| \| \| \| \| \| \| \| \| \| \| \| \| \| \| \| \| \| \| \| \| \| \| \| \| \| \| \| \| \| \| \| \| \| \| \| \| \| \| \| \| \| \| \| \| \| \| \| \| 30. Frederick VII, Margrave of Baden-Durlach \| \| \| \| \| \| \| \| \| \| \| \| \| \| \| \| \| \| \| \| \| \| \| \| \| \| \| \| \| \| \| \| \| \| \| \| \| \| \| \| \| \| \| \| \| \| \| \| \| \| \| \| \| \| 15. Margravine Albertina Frederica of Baden-Durlach \| \| \| \| \| \| \| \| \| \| \| \| \| \| \| \| \| \| \| \| \| \| \| \| \| \| \| \| \| \| \| \| \| \| \| \| \| \| \| \| \| \| \| \| \| \| \| \| \| \| \| \| \| \| 31. Princess Auguste Marie of Holstein-Gottorp \| \| \| \| \| \| \| \| \| \| \| \| \| \| \| \| \| \| \| \| \| \| \| \| \| \| \| \| \| \| \| \| \| \| \| \| \| \| \| \| \| \| \| \| \| \| \| \| \| \| \| \| |                                                            |  |  |  |  |  |  |  |  |  |  |  |  |  |  |  |
| |                                                            |  |  |  |  |  |  |  |  |  |  |  |  |  |  |  |
| | 16. Christian Albert, Duke of Holstein-Gottorp             |  |  |  |  |  |  |  |  |  |  |  |  |  |  |  |
| |                                                            |  |  |  |  |  |  |  |  |  |  |  |  |  |  |  |
| |                                                            |  |  |  |  |  |  |  |  |  |  |  |  |  |  |  |
| | 8. Frederick IV, Duke of Holstein-Gottorp                  |  |  |  |  |  |  |  |  |  |  |  |  |  |  |  |
| |                                                            |  |  |  |  |  |  |  |  |  |  |  |  |  |  |  |
| |                                                            |  |  |  |  |  |  |  |  |  |  |  |  |  |  |  |
| | 17. Princess Frederica Amalia of Denmark                   |  |  |  |  |  |  |  |  |  |  |  |  |  |  |  |
| |                                                            |  |  |  |  |  |  |  |  |  |  |  |  |  |  |  |
| |                                                            |  |  |  |  |  |  |  |  |  |  |  |  |  |  |  |
| | 4. Charles Frederick, Duke of Holstein-Gottorp             |  |  |  |  |  |  |  |  |  |  |  |  |  |  |  |
| |                                                            |  |  |  |  |  |  |  |  |  |  |  |  |  |  |  |
| |                                                            |  |  |  |  |  |  |  |  |  |  |  |  |  |  |  |
| | 18. Charles XI of Sweden                                   |  |  |  |  |  |  |  |  |  |  |  |  |  |  |  |
| |                                                            |  |  |  |  |  |  |  |  |  |  |  |  |  |  |  |
| |                                                            |  |  |  |  |  |  |  |  |  |  |  |  |  |  |  |
| | 9. Princess Hedvig Sophia of Sweden                        |  |  |  |  |  |  |  |  |  |  |  |  |  |  |  |
| |                                                            |  |  |  |  |  |  |  |  |  |  |  |  |  |  |  |
| |                                                            |  |  |  |  |  |  |  |  |  |  |  |  |  |  |  |
| | 19. Princess Ulrika Eleonora of Denmark                    |  |  |  |  |  |  |  |  |  |  |  |  |  |  |  |
| |                                                            |  |  |  |  |  |  |  |  |  |  |  |  |  |  |  |
| |                                                            |  |  |  |  |  |  |  |  |  |  |  |  |  |  |  |
| | 2. Peter III of Russia                                     |  |  |  |  |  |  |  |  |  |  |  |  |  |  |  |
| |                                                            |  |  |  |  |  |  |  |  |  |  |  |  |  |  |  |
| |                                                            |  |  |  |  |  |  |  |  |  |  |  |  |  |  |  |
| | 20. Alexis of Russia                                       |  |  |  |  |  |  |  |  |  |  |  |  |  |  |  |
| |                                                            |  |  |  |  |  |  |  |  |  |  |  |  |  |  |  |
| |                                                            |  |  |  |  |  |  |  |  |  |  |  |  |  |  |  |
| | 10. Peter I of Russia                                      |  |  |  |  |  |  |  |  |  |  |  |  |  |  |  |
| |                                                            |  |  |  |  |  |  |  |  |  |  |  |  |  |  |  |
| |                                                            |  |  |  |  |  |  |  |  |  |  |  |  |  |  |  |
| | 21. Natalia Naryshkina                                     |  |  |  |  |  |  |  |  |  |  |  |  |  |  |  |
| |                                                            |  |  |  |  |  |  |  |  |  |  |  |  |  |  |  |
| |                                                            |  |  |  |  |  |  |  |  |  |  |  |  |  |  |  |
| | 5. Grand Duchess Anna Petrovna of Russia                   |  |  |  |  |  |  |  |  |  |  |  |  |  |  |  |
| |                                                            |  |  |  |  |  |  |  |  |  |  |  |  |  |  |  |
| |                                                            |  |  |  |  |  |  |  |  |  |  |  |  |  |  |  |
| | 22. Samuel Skowroński                                      |  |  |  |  |  |  |  |  |  |  |  |  |  |  |  |
| |                                                            |  |  |  |  |  |  |  |  |  |  |  |  |  |  |  |
| |                                                            |  |  |  |  |  |  |  |  |  |  |  |  |  |  |  |
| | 11. Marta Helena Skowrońska Catherine I of Russia          |  |  |  |  |  |  |  |  |  |  |  |  |  |  |  |
| |                                                            |  |  |  |  |  |  |  |  |  |  |  |  |  |  |  |
| |                                                            |  |  |  |  |  |  |  |  |  |  |  |  |  |  |  |
| | 23. Elisabeth Moritz                                       |  |  |  |  |  |  |  |  |  |  |  |  |  |  |  |
| |                                                            |  |  |  |  |  |  |  |  |  |  |  |  |  |  |  |
| |                                                            |  |  |  |  |  |  |  |  |  |  |  |  |  |  |  |
| | 1. Paul I of Russia                                        |  |  |  |  |  |  |  |  |  |  |  |  |  |  |  |
| |                                                            |  |  |  |  |  |  |  |  |  |  |  |  |  |  |  |
| |                                                            |  |  |  |  |  |  |  |  |  |  |  |  |  |  |  |
| | 24. John VI, Prince of Anhalt-Zerbst                       |  |  |  |  |  |  |  |  |  |  |  |  |  |  |  |
| |                                                            |  |  |  |  |  |  |  |  |  |  |  |  |  |  |  |
| |                                                            |  |  |  |  |  |  |  |  |  |  |  |  |  |  |  |
| | 12. John Louis I, Prince of Anhalt-Dornburg                |  |  |  |  |  |  |  |  |  |  |  |  |  |  |  |
| |                                                            |  |  |  |  |  |  |  |  |  |  |  |  |  |  |  |
| |                                                            |  |  |  |  |  |  |  |  |  |  |  |  |  |  |  |
| | 25. Princess Sophie Auguste of Holstein-Gottorp            |  |  |  |  |  |  |  |  |  |  |  |  |  |  |  |
| |                                                            |  |  |  |  |  |  |  |  |  |  |  |  |  |  |  |
| |                                                            |  |  |  |  |  |  |  |  |  |  |  |  |  |  |  |
| | 6. Christian August, Prince of Anhalt-Zerbst               |  |  |  |  |  |  |  |  |  |  |  |  |  |  |  |
| |                                                            |  |  |  |  |  |  |  |  |  |  |  |  |  |  |  |
| |                                                            |  |  |  |  |  |  |  |  |  |  |  |  |  |  |  |
| | 26. Georg Volrath von Zeutsch                              |  |  |  |  |  |  |  |  |  |  |  |  |  |  |  |
| |                                                            |  |  |  |  |  |  |  |  |  |  |  |  |  |  |  |
| |                                                            |  |  |  |  |  |  |  |  |  |  |  |  |  |  |  |
| | 13. Christine Eleonore von Zeutch                          |  |  |  |  |  |  |  |  |  |  |  |  |  |  |  |
| |                                                            |  |  |  |  |  |  |  |  |  |  |  |  |  |  |  |
| |                                                            |  |  |  |  |  |  |  |  |  |  |  |  |  |  |  |
| | 27. Christine von Weissenbach                              |  |  |  |  |  |  |  |  |  |  |  |  |  |  |  |
| |                                                            |  |  |  |  |  |  |  |  |  |  |  |  |  |  |  |
| |                                                            |  |  |  |  |  |  |  |  |  |  |  |  |  |  |  |
| | 3. Princess Sophie of Anhalt-Zerbst Catherine II of Russia |  |  |  |  |  |  |  |  |  |  |  |  |  |  |  |
| |                                                            |  |  |  |  |  |  |  |  |  |  |  |  |  |  |  |
| |                                                            |  |  |  |  |  |  |  |  |  |  |  |  |  |  |  |
| | 28. Christian Albert, Duke of Holstein-Gottorp (= 16)      |  |  |  |  |  |  |  |  |  |  |  |  |  |  |  |
| |                                                            |  |  |  |  |  |  |  |  |  |  |  |  |  |  |  |
| |                                                            |  |  |  |  |  |  |  |  |  |  |  |  |  |  |  |
| | 14. Christian August of Holstein-Gottorp, Prince of Eutin  |  |  |  |  |  |  |  |  |  |  |  |  |  |  |  |
| |                                                            |  |  |  |  |  |  |  |  |  |  |  |  |  |  |  |
| |                                                            |  |  |  |  |  |  |  |  |  |  |  |  |  |  |  |
| | 29. Princess Frederica Amalia of Denmark (= 17)            |  |  |  |  |  |  |  |  |  |  |  |  |  |  |  |
| |                                                            |  |  |  |  |  |  |  |  |  |  |  |  |  |  |  |
| |                                                            |  |  |  |  |  |  |  |  |  |  |  |  |  |  |  |
| | 7. Princess Johanna Elisabeth of Holstein-Gottorp          |  |  |  |  |  |  |  |  |  |  |  |  |  |  |  |
| |                                                            |  |  |  |  |  |  |  |  |  |  |  |  |  |  |  |
| |                                                            |  |  |  |  |  |  |  |  |  |  |  |  |  |  |  |
| | 30. Frederick VII, Margrave of Baden-Durlach               |  |  |  |  |  |  |  |  |  |  |  |  |  |  |  |
| |                                                            |  |  |  |  |  |  |  |  |  |  |  |  |  |  |  |
| |                                                            |  |  |  |  |  |  |  |  |  |  |  |  |  |  |  |
| | 15. Margravine Albertina Frederica of Baden-Durlach        |  |  |  |  |  |  |  |  |  |  |  |  |  |  |  |
| |                                                            |  |  |  |  |  |  |  |  |  |  |  |  |  |  |  |
| |                                                            |  |  |  |  |  |  |  |  |  |  |  |  |  |  |  |
| | 31. Princess Auguste Marie of Holstein-Gottorp             |  |  |  |  |  |  |  |  |  |  |  |  |  |  |  |
| |                                                            |  |  |  |  |  |  |  |  |  |  |  |  |  |  |  |
| |                                                            |  |  |  |  |  |  |  |  |  |  |  |  |  |  |  |